# Carmelo Elorduy
Carmelo Elorduy (Mungia, 25 gennaio 1901 – 1º settembre 1989) è stato un gesuita, traduttore e sinologo spagnolo.

## Biografia
Elorduy nacque a Mungia e il suo primo viaggio in Cina fu nel 1926, dove lavorò presso la missione dei Gesuiti nella città di Wuhu, Anhui. Tornato in Spagna nel 1932 per finire la laurea in Teologia e Filosofia e per diventare un prete con la Compagnia di Gesù. Tornato in Cina nel 1934 e rimase fino al 1951 poi si trasferì a Macao e l'anno successivo a Taichung. Per motivi di salute è tornato in Spagna nel 1959 e mentre si riposa in Oña il fratello Eleuterio lo incoraggiò di tradurre alcuni classici cinesi. La maggior parte delle sue traduzioni dei classici cinesi e stato tradotto in spagnolo.

## Pubblicazioni
- La gnosis taoísta del Tao Te Ching. Facultad de Teología, Oña, 1961.
- Chuang-tzu. Literato, filósofo y místico taoísta. East Asian Pastoral Institute, Manila, 1967.
- Chuang-tzu. Literato, filósofo y místico taoísta. Monte Ávila Editores, Caracas, 1972.
- Humanismo político oriental. Editorial B. A. C. (Biblioteca de Autores Cristianos), Madrid, 1967.
- Lao Tse / Chuang Tzu: Dos grandes maestros del taoísmo. Editora Nacional, Madrid, 1977.
- Lao Tse, Tao Te Ching. Historia del Pensamiento, Ed. Virgilio Ortega, Ediciones Orbis, Barcelona, 1984.
- Libro de los Cambios. Editora Nacional, Madrid, 1983.
- Moti. Política del amor universal. Editorial Tecnos, Madrid, 1987.
- Odas selectas del Romancero chino. Monte Ávila Editores, Caracas, 1974.
- Romancero chino. Editora Nacional, Madrid, 1984.
- Sesenta y cuatro conceptos de la ideología taoísta. Instituto de Investigaciones Históricas de la Universidad Andrés Bello, Caracas, 1972.
- Tao Te Ching. Lao-tse. Ed. Tecnos, Madrid, 1996.